# Patrick McEnroe
Patrick William McEnroe (Manhasset, Nova York, 1 de juliol de 1966) és un tennista professional retirat que fou capità de l'equip dels Estats Units de la Copa Davis. És el germà petit de John McEnroe.
Va guanyar un títol individual i 16 en dobles masculins, entre els quals destaca el Roland Garros (1989), i també fou finalista a l'Open d'Austràlia (1991). El seu rècord personal de classificació van ser el número 28 individual i el 3 del món en dobles.

## Biografia

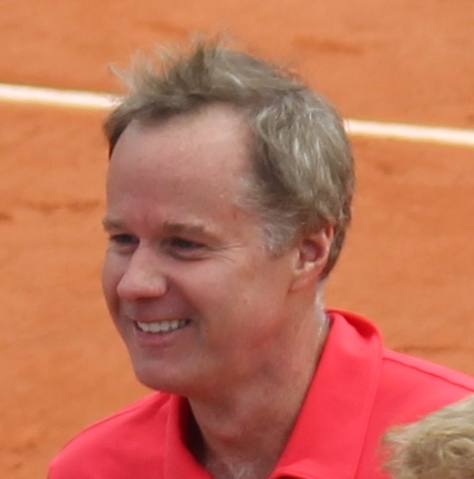
Patrick McEnroe

Va seguir les passes del ser germà i va començar a jugar a tennis en la Port Washington Tennis Academy quan era petit. Va estudiar a la Universitat Stanford, on es va graduar l'any 1988 en ciències polítiques, i mentrestant va col·laborar en que la seva universitat guanyés el títol de la NCAA les edicions de 1986 i 1988.
Es va casar amb la cantant i actriu Melissa Errico l'any 1998, amb la qual va tenir tres filles: Victoria (2006), i les bessones Beatrice i Diana (2008); i es van establir a Bronxville.
Després de la seva retirada va començar a treballar com a comentarista i analista esportiu per la CBS Sports, i posteriorment per la ESPN. També fou nomenat capità de l'equip estatunidenc de la Copa Davis i va ser el màxim responsable de l'equip masculí estatunidenc de tennis en els Jocs Olímpics d'Atenes 2004.

## Torneigs de Grand Slam

### Dobles masculins: 2 (1−1)
| Resultat   | Núm. | Any  | Torneig          | Parella       | Oponents                         | Marcador                 |
| ---------- | ---- | ---- | ---------------- | ------------- | -------------------------------- | ------------------------ |
| Guanyadora | 1.   | 1989 | Roland Garros    | Jim Grabb     | Mansour Bahrami Eric Winogradsky | 6−4, 2−6, 6−4, 7−6(5)    |
| Finalista  | 1.   | 1991 | Open d'Austràlia | David Wheaton | Scott Davis David Pate           | 7−6(4), 6−7(8), 3−6, 5−7 |

### Dobles mixts: 1 (0−1)
| Resultat  | Núm. | Any  | Torneig | Parella          | Oponents              | Marcador |
| --------- | ---- | ---- | ------- | ---------------- | --------------------- | -------- |
| Finalista | 1.   | 1988 | US Open | Elizabeth Smylie | Jana Novotná Jim Pugh | 5−7, 3−6 |

## Palmarès

### Individual: 4 (1−3)
| Llegenda (pre/post 2009)                                 |
| -------------------------------------------------------- |
| Grand Slams (0−0)                                        |
| Tennis Masters Cup / ATP Finals (0−0)                    |
| ATP Masters Series / ATP World Tour Masters 1000 (0−0)   |
| ATP International Series Gold / ATP World Tour 500 (0−0) |
| ATP International Series / ATP World Tour 250 (1−3)      |

| Títols per superfície |
| --------------------- |
| Dura (1−2)            |
| Gespa (0−0)           |
| Terra batuda (0−0)    |
| Moqueta (0−1)         |

| Resultat  | Núm. | Data                   | Torneig                | Superfície  | Oponent           | Marcador              |
| --------- | ---- | ---------------------- | ---------------------- | ----------- | ----------------- | --------------------- |
| Finalista | 1.   | 25 de febrer de 1991   | Chicago, Estats Units  | Moqueta (i) | John McEnroe      | 6−3, 2−6, 4−6         |
| Finalista | 2.   | 10 de gener de 1994    | Auckland, Nova Zelanda | Dura        | Magnus Gustafsson | 4−6, 0−6              |
| Finalista | 3.   | 26 de setembre de 1994 | Basilea, Suïssa        | Dura (i)    | Wayne Ferreira    | 6−4, 2−6, 6−7(7), 3−6 |
| Guanyador | 1.   | 9 de gener de 1995     | Sydney, Austràlia      | Dura        | Richard Fromberg  | 6−2, 7−6(4)           |

### Dobles masculins: 37 (16−21)
| Llegenda (pre/post 2009)                                 |
| -------------------------------------------------------- |
| Grand Slams (1−1)                                        |
| Tennis Masters Cup / ATP Finals (1−0)                    |
| ATP Masters Series / ATP World Tour Masters 1000 (1−7)   |
| ATP International Series Gold / ATP World Tour 500 (2−3) |
| ATP International Series / ATP World Tour 250 (11−10)    |

| Títols per superfície |
| --------------------- |
| Dura (6−16)           |
| Gespa (1−1)           |
| Terra batuda (3−0)    |
| Moqueta (6−4)         |

| Resultat  | Núm. | Data                   | Torneig                                  | Superfície   | Parella            | Oponents                         | Marcador              |
| --------- | ---- | ---------------------- | ---------------------------------------- | ------------ | ------------------ | -------------------------------- | --------------------- |
| Guanyador | 1.   | 6 de febrer de 1984    | Richmond, Estats Units                   | Moqueta (i)  | John McEnroe       | Steve Denton Kevin Curren        | 7−6, 6−2              |
| Guanyador | 2.   | 28 de setembre de 1987 | San Francisco, Estats Units              | Moqueta (i)  | Jim Grabb          | Glenn Layendecker Todd Witsken   | 6−2, 0−6, 6−4         |
| Finalista | 1.   | 18 de juliol de 1988   | Schenectady, Estats Units                | Dura         | Paul Annacone      | Alexander Mronz Greg Van Emburgh | 3−6, 7−6, 5−7         |
| Finalista | 2.   | 15 d'agost de 1988     | Cincinnati, Estats Units                 | Dura         | Jim Grabb          | Rick Leach Jim Pugh              | 2−6, 4−6              |
| Finalista | 3.   | 20 de març de 1989     | Miami, Estats Units                      | Dura         | Jim Grabb          | Jakob Hlasek Anders Järryd       | 3−6, retirada         |
| Finalista | 4.   | 10 d'abril de 1989     | Rio de Janeiro, Brasil                   | Moqueta      | Tim Wilkison       | Jorge Lozano Todd Witsken        | 6−2, 4−6, 4−6         |
| Finalista | 5.   | 24 de juliol de 1989   | Washington DC, Estats Units              | Dura         | Jim Grabb          | Neil Broad Gary Muller           | 7−6, 6−7, 4−6         |
| Guanyador | 3.   | 29 de maig de 1989     | Roland Garros, França                    | Terra batuda | Jim Grabb          | Mansour Bahrami Éric Winogradsky | 6−4, 2−6, 6−4, 7−6(5) |
| Guanyador | 4.   | 27 de novembre de 1989 | Nabisco Masters, Nova York, Estats Units | Moqueta (i)  | Jim Grabb          | John Fitzgerald Anders Järryd    | 7−5, 7−6(4), 5−7, 6−3 |
| Finalista | 6.   | 5 de març de 1990      | Indian Wells, Estats Units               | Dura         | Jim Grabb          | Boris Becker Guy Forget          | 6−4, 4−6, 3−6         |
| Finalista | 7.   | 11 de juny de 1990     | 's-Hertogenbosch, Països Baixos          | Gespa        | Jim Grabb          | Jakob Hlasek Michael Stich       | 6−7, 3−6              |
| Guanyador | 5.   | 5 de novembre de 1990  | Wembley, Regne Unit                      | Moqueta (i)  | Jim Grabb          | Rick Leach Jim Pugh              | 7−6, 4−6, 6−3         |
| Finalista | 8.   | 14 de gener de 1991    | Open d'Austràlia, Austràlia              | Dura         | David Wheaton      | Scott Davis David Pate           | 7−6, 6−7, 3−6, 5−7    |
| Guanyador | 6.   | 23 de setembre de 1991 | Basilea, Suïssa                          | Dura (i)     | Jakob Hlasek       | Petr Korda John McEnroe          | 3−6, 7−6, 7−6         |
| Finalista | 8.   | 14 d'octubre de 1991   | Viena, Àustria                           | Moqueta (i)  | Jakob Hlasek       | Gary Muller Anders Järryd        | 4−6, 5−7              |
| Guanyador | 7.   | 27 d'abril de 1992     | Madrid, Espanya                          | Terra batuda | Patrick Galbraith  | Carles Costa Francisco Clavet    | 6−3, 6−2              |
| Finalista | 10.  | 10 d'agost de 1992     | Cincinnati (2)                           | Dura         | Jonathan Stark     | Todd Woodbridge Mark Woodforde   | 6−7, 4−6              |
| Finalista | 11.  | 17 d'agost de 1992     | New Haven, Estats Units                  | Dura         | Jared Palmer       | Kelly Jones Rick Leach           | 6−7, 7−6, 2−6         |
| Finalista | 12.  | 28 de setembre de 1992 | Brisbane, Austràlia                      | Dura (i)     | Jonathan Stark     | Steve DeVries David Macpherson   | 4−6, 4−6              |
| Guanyador | 8.   | 5 d'octubre de 1992    | Sydney, Austràlia                        | Dura         | Jonathan Stark     | Jim Grabb Richey Reneberg        | 6−2, 6−3              |
| Guanyador | 9.   | 2 de novembre de 1992  | París, França                            | Moqueta (i)  | John McEnroe       | Patrick Galbraith Danie Visser   | 7−6, 6−3              |
| Finalista | 13.  | 9 de novembre de 1992  | d'Anvers, Bèlgica                        | Moqueta (i)  | Jared Palmer       | John Fitzgerald Anders Järryd    | 2−6, 2−6              |
| Finalista | 14.  | 1 de febrer 1993       | San Francisco                            | Dura (i)     | Jonathan Stark     | Scott Davis Jacco Eltingh        | 1−6, 6−4, 5−7         |
| Finalista | 15.  | 12 de març de 1993     | Miami (2)                                | Dura         | Jonathan Stark     | Richard Krajicek Jan Siemerink   | 7−6(3), 4−6, 6−7(4)   |
| Guanyador | 10.  | 10 de maig de 1993     | Coral Springs, Estats Units              | Terra batuda | Jonathan Stark     | Paul Annacone Doug Flach         | 6−4, 6−3              |
| Guanyador | 11.  | 7 de juny de 1993      | 's-Hertogenbosch                         | Gespa        | Jonathan Stark     | David Adams Andrei Olhovskiy     | 7−6, 1−6, 6−4         |
| Guanyador | 12.  | 4 d'octubre de 1993    | Sydney                                   | Dura (i)     | Richey Reneberg    | Alexander Mronz Lars Rehmann     | 6−3, 7−5              |
| Guanyador | 13.  | 10 de gener de 1994    | Auckland, Nova Zelanda                   | Dura         | Jared Palmer       | Grant Connell Patrick Galbraith  | 6−2, 4−6, 6−4         |
| Finalista | 16.  | 4 d'abril de 1994      | Tòquio, Japó                             | Dura         | Sébastien Lareau   | Henrik Holm Anders Järryd        | 5−7, 1−6              |
| Finalista | 17.  | 25 de juliol de 1994   | Toronto, Canadà                          | Dura         | Jared Palmer       | Byron Black Jonathan Stark       | 4−6, 4−6              |
| Guanyador | 14.  | 16 de setembre de 1994 | Basilea (2)                              | Dura (i)     | Jared Palmer       | Lan Bale J-L. de Jager           | 6−3, 7−6              |
| Finalista | 18.  | 3 d'octubre de 1994    | Tolosa, França                           | Dura (i)     | Jared Palmer       | Menno Oosting Daniel Vacek       | 6−7, 7−6, 3−6         |
| Finalista | 19.  | 17 de març de 1995     | Miami (3)                                | Dura         | Jim Grabb          | Todd Woodbridge Mark Woodforde   | 3−6, 6−7(3)           |
| Guanyador | 15.  | 13 de febrer de 1995   | San Jose, Estats Units                   | Dura (i)     | Jim Grabb          | Alex O'Brien Sandon Stolle       | 3−6, 7−5, 6−0         |
| Guanyador | 16.  | 8 d'octubre de 1995    | Kuala Lumpur, Malàisia                   | Moqueta (i)  | Mark Philippoussis | Grant Connell Patrick Galbraith  | 7−5, 6−4              |
| Finalista | 20.  | 15 d'octubre de 1995   | Tòquio (2)                               | Moqueta (i)  | Jakob Hlasek       | Jacco Eltingh Paul Haarhuis      | 6−7, 4−6              |
| Finalista | 21.  | 8 de gener de 1996     | Sydney                                   | Dura         | Sandon Stolle      | Ellis Ferreira Jan Siemerink     | 7−5, 4−6, 1−6         |

### Dobles mixts: 1 (0−1)
| Resultat  | Núm. | Data                   | Torneig               | Superfície | Parella          | Oponents              | Marcador |
| --------- | ---- | ---------------------- | --------------------- | ---------- | ---------------- | --------------------- | -------- |
| Finalista | 8.   | 11 de setembre de 1988 | US Open, Estats Units | Dura       | Elizabeth Smylie | Jana Novotná Jim Pugh | 5−7, 3−6 |

## Trajectòria

### Individual
| Open d'Austràlia | A     | SF    | 3R    | 1R    | 1R    | 4R    | 3R  | 2R   | A   | 0 / 7     | 13 − 7    |
| Roland Garros | A     | 3R    | 2R    | A     | 1R    | 2R    | A   | A    | A   | 0 / 4     | 4 − 4     |
| Wimbledon | A     | 2R    | 2R    | 1R    | 1R    | 2R    | A   | A    | A   | 0 / 5     | 3 − 5     |
| US Open | 2R    | 1R    | 2R    | 3R    | 1R    | QF    | A   | 1R   | A   | 0 / 7     | 8 − 7     |
| Total Victòries−Derrotes                                                                                                  | 13−12 | 29−21 | 14−21 | 26−20 | 19−22 | 29−25 | 4−5 | 2−11 | 1−2 | 140 − 163 | 140 − 163 |
| Rànquing a final d'any | 120   | 36    | 111   | 73    | 72    | 34    | 242 | 408  | 699 |           |           |
| Llegenda: G: Guanyador; F: Finalista; SF: Semifinalista; QF: Quarts de final; Q: Qualificació; A: Absent; RR: Round Robin |       |       |       |       |       |       |     |      |     |           |           |

### Dobles masculins
| Open d'Austràlia | A   | A   | NC  | A    | A     | A     | A     | F     | 2R    | 3R    | 1R    | SF    | 2R  | 2R   | A   | 0 / 7     | 14 − 7    |
| Roland Garros | A   | A   | A   | A    | A     | G     | SF    | 1R    | 3R    | 1R    | 3R    | QF    | A   | A    | A   | 1 / 7     | 17 − 6    |
| Wimbledon | 1R  | A   | A   | A    | A     | 3R    | 3R    | 1R    | QF    | QF    | 1R    | 1R    | A   | A    | A   | 0 / 9     | 10 − 9    |
| US Open | 1R  | 2R  | 3R  | 2R   | QF    | 2R    | 3R    | 3R    | 3R    | 3R    | QF    | 1R    | A   | 2R   | 2R  | 0 / 14    | 21 − 14   |
| Total Victòries−Derrotes                                                                                                  | 2−2 | 1−2 | 5−3 | 11−6 | 20−13 | 38−18 | 28−17 | 26−17 | 42−18 | 42−18 | 41−24 | 35−22 | 9−7 | 5−10 | 4−3 | 309 − 180 | 309 − 180 |
| Rànquing a final d'any | 616 | 451 | 222 | 52   | 25    | 19    | 23    | 28    | 7     | 14    | 15    | 13    | 161 | 237  | 332 |           |           |
| Llegenda: G: Guanyador; F: Finalista; SF: Semifinalista; QF: Quarts de final; Q: Qualificació; A: Absent; RR: Round Robin |     |     |     |      |       |       |       |       |       |       |       |       |     |      |     |           |           |